# 2-Metilimidazol
2-Metilimidazol je organsko jedinjenje koje je strukturno srodno sa imidazolom, i čija hemijska formula je CH3C3H2N2H. Ovaj materijal je bela ili bezbojna čvrsta materija koja je visoko rastvornim polarnim organskim rastvaračima. On je prekurzor mnoštva lekova i ligand u koordinacionoj hemiji.

## Sinteza i reakcije
2-Metilimidazol se priprema kondenzacijom glioksala, amonijaka, i acetaldehida, Radziszevskijevom reakcijom. Nitracija daje 5-nitro derivat.
2-Metilimidazol je sterično sputani imidazol koji se koristi za oponašanje koordinacije histidina u hemnim kompleksima. On može da bude deprotonovan čime nastaju na imidazolatu bazirani koordinacioni polimeri.

## Primena
2-Metilimidazol je prekurzor nekoliko članova nitroimidazolnih antibiotika, koji se koriste za borbu protiv anaerobnih bakterijskih i parazitskih infekcija.
- Nitroimidazolni antibiotici i antiprotozoali sadrže 2-metilimidazolnu osnovu:
- Dimetridazol
- Metronidazol
- Seknidazol
- Ornidazol
- Tinidazol
- Karnidazol

## Bezbednost
Ovaj materijal ima nisku toksičnost. Njegova LD50 vrednost (pacov, oralno) je 1300 mg/kg, mada izaziva jaku iritaciju kože i očiju.